# Provincia del Estado Libre
Estado Libre es una de las nueve provincias que forman la República de Sudáfrica. Su capital es Bloemfontein. Está ubicado en el centro del país, limitando al norte con Noroeste y Gauteng, al noreste con Mpumalanga, al este con KwaZulu-Natal y Lesoto, al sur con el Cabo Oriental y al oeste con el Cabo Septentrional.
Es el antiguo Estado Libre de Orange fundado por los bóeres a mediados del siglo XIX y que fue independiente hasta la conquista británica tras las guerras de los bóeres en 1902.
La población del Estado Libre alcanza casi los 3 millones de habitantes, estando compuesta por un 88 % de negros, un 8,8 % de blancos (en su mayoría afrikáneres) y un 3,2 % de mestizos y asiáticos.
Su territorio ocupa 129 825 km². Para efectos comparativos su superficie es similar a la de Nicaragua.

## Municipios
La Provincia del Estado libre se divide en cinco distritos municipales, subdivididos en un total de 20 municipios locales:
| Distrito Municipal de Fezile Dabi |
| --------------------------------- |
| Moqhaka                           |
| Ngwathe                           |
| Metsimaholo                       |
| Mafube                            |

| Distrito Municipal de Thabo Mofutsanyane |
| ---------------------------------------- |
| Maluti un Phofung                        |
| Dihlabeng                                |
| Setsoto                                  |
| Nektoana                                 |
| Phumelela                                |

| Distrito Municipal de Motheo |
| ---------------------------- |
| Mangaung                     |
| Mantsopa                     |
| Naledi                       |

| Distrito Municipal de Xhariep |
| ----------------------------- |
| Kopanong                      |
| Letsemeng                     |
| Mohokare                      |

| Distrito Municipal de Lejweleputswa |
| ----------------------------------- |
| Matjhabeng                          |
| Nala                                |
| Masilonyana                         |
| Tswelopele                          |
| Tokologo                            |

## Demografía

Lenguas maternas en el Estado Libre
Afrikáans
Inglés
Xhosa
Zulú
Sesotho
Setsuana
Desconocido

La lengua más hablada en la provincia es el sesotho, seguido por el zulú, hablado mayoritariamente en la municipalidad de Phumelela, el setsuana, es hablado en mayoría en la municipalidad de Tokologo. El Estado Libre es la única provincia con mayoría de hablantes de sesotho, debido a que tiene buena parte de fronteras con Lesoto. El inglés en la provincia es relativamente de muy bajo empleo, solo para asuntos gubernamentales, el afrikáans es hablado también por minorías en la provincia, al igual que el xhosa.
Según los resultados del censo de 2001, el 88 % de la población era negra y hasta un 8,8 % blanca, un 3,1 % eran mestizas, y por último un 0,1 % eran indios y asiáticos. El bajo porcentaje de asiáticos se debe a que durante el apartheid se les denegó convivir en el Estado Libre.